# 高滋
高滋（1933年—），女，浙江杭州人，中国物理化学家、化学教育家，曾任复旦大学教授、博士生导师。